# 6-а СС танкова армия
6-а СС танкова армия (на немски: 6. SS-Panzerarmee), преди това 6-а танкова армия (6. Panzerarmee), е военно формирование (съединение) в Нацистка Германия.
Сформирана е като 6-а танкова армия през септември 1944 г. в VI германски военен окръг от армейски корпус, формирования от армии в Белгия и Северна Франция и на Вафен СС. Влиза в състава на Вермахта (сухопътните войски). На 2 април 1945 г. е преобразувана в 6-а СС танкова армия, като става най-голямото формирование на Вафен СС (войските на СС).
Взема участие на Западния фронт в Арденската офанзива, от февруари 1945 г. в Унгария, в Балатонската битка и в битката за Виена. Командир е СС-обергрупенфюрер Йозеф Дитрих.
Последните части на армията се предават близо до град Щайр на американците на 9 май 1945 г.
|  | Тази страница частично или изцяло представлява превод на страницата 6. SS-Panzerarmee в Уикипедия на немски. Оригиналният текст, както и този превод, са защитени от Лиценза „Криейтив Комънс – Признание – Споделяне на споделеното“, а за съдържание, създадено преди юни 2009 година – от Лиценза за свободна документация на ГНУ. Прегледайте историята на редакциите на оригиналната страница, както и на преводната страница, за да видите списъка на съавторите. ВАЖНО: Този шаблон се отнася единствено до авторските права върху съдържанието на статията. Добавянето му не отменя изискването да се посочват конкретни източници на твърденията, които да бъдат благонадеждни. |